# Jan Macaré
Jan Macaré (Middelburg, 5 juli 1686 – Batavia, 8 januari 1742) was een koopman in dienst van de VOC. Hij was van 1732 tot 1737 commandeur van Galle en in 1736 korte tijd waarnemend gouverneur van Ceylon.

## De familie Macaré
De Macaré familie stamde oorspronkelijk uit het zuiden van Henegouwen, dat in de zestiende eeuw onderdeel van de Nederlanden was. Een voorvader, Jean Macaré, een koopman in wol, kwam eind 16de eeuw als Protestants vluchteling voor de Spanjaarden via Antwerpen naar Middelburg. Het ging de familie goed, want Jans grootvader Pierre was in de 17de eeuw een welgesteld wijnkoopman, die in 1668 raadspensionaris Johan de Witt op zijn huwelijksfeest uitnodigde toen hij trouwde met diens achternicht, de aan de Coromandelkust geboren Francoise de Witt. Zij was de weduwe van de gouverneur-generaal van Indië Carel Reyniers. Ook Jans vader Pierre, later Pieter, Macaré de Jonge, was een koopman in wijn en brandewijn. Hij verkocht toen hij al 55 was zijn handel en zijn huis en vertrok als independent-fiscaal voor de VOC met zijn vrouw Susanna en vier jongste kinderen via Batavia naar Ceylon. Zijn oudste zoon Pieter Junior was hem een jaar eerder voorgegaan en werd als onderkoopman in Gamron in Perzië geplaatst. Hij zou in 1708 opperhoofd van het kantoor in Isfahan worden. Ook zijn zoon Jacob was naar Indië vertrokken, maar hij zou eind 1702 verdrinken toen het schip waarop hij naar Basra op weg was met man en muis verging. Zijn zoon Jan, toen 15 jaar oud, voer met het gezin mee als 'cajuitwachter' met een gage van 12 gulden per maand. Ook zijn broer Cornelis van 11 jaar was cajuitwachter. Zijn moeder, Susanna, werd in Batavia ziek en overleed onderweg in de Straat Malakka. In februari 1703 kwamen de anderen aan in Colombo.

## Colombo

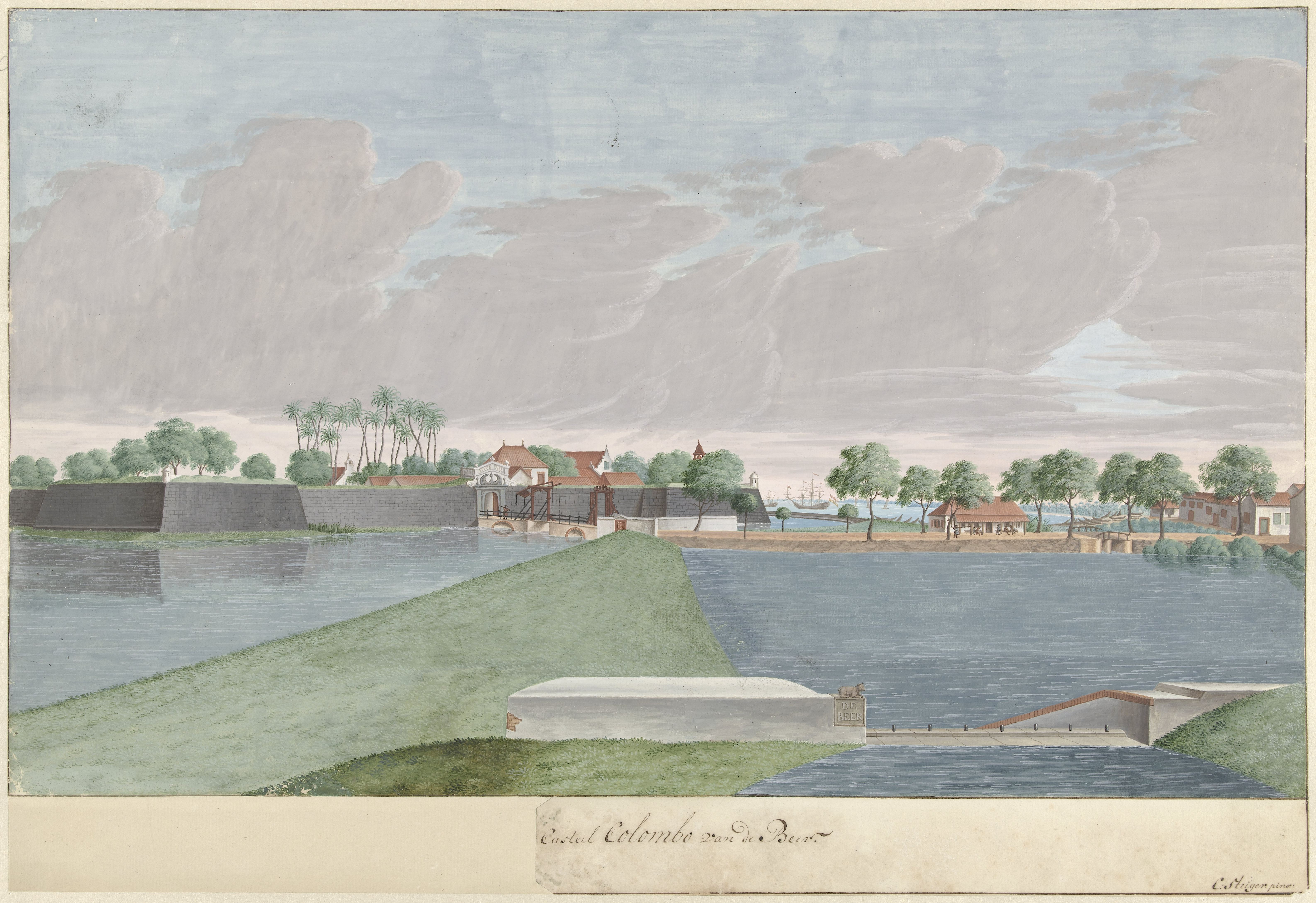
Fort Colombo rond 1710, met in het midden de ophaalbrug van de Delftse Poort.

Jan werkte hier als schrijver op het kantoor van zijn vader, en nam 'dagelijks seer toe in verstand en kennis, soo dat ick mettertijt aen sijn advansement mede niet wil twiffelen', zo schreef zijn vader in een persoonlijke brief naar Nederland. In september 1707 werd hij door gouverneur Simonsz benoemd tot boekhouder, met een gage van 30 gulden per maand. Vier jaar later werd hij adjunct independent-fiscaal in de rang van onderkoopman.
Zijn vader maakte in zijn jacht op fraude intussen geen vrienden. Hij schreef dat hij: 'des haet van veele baatsuchtige menschen, ja zelfs politique raden op den hals haelde'. In 1707 werd gouverneur Simonsz afgelost door Hendrik Becker. Deze ex-fiscaal-independent van de Coromandelkust was in Ceylon op een missie om fraude te bestrijden en ontsloeg vele medewerkers. De samenwerking met Pieter Macaré ging echter niet goed. Naar aanleiding van Beckers fraudeonderzoek naar de activiteiten van de secretaris van de politieke Raad van Ceylon Isaak Augustijn Rumpf in 1711 kreeg Macaré grote ruzie met Becker, die hem ontsloeg en terug naar Nederland stuurde. Becker verklaarde 'met zoodanigen vuylaardigen en onbequamen fiscaal noyt sessie in eenig collegie te zullen houden'. Door de Raad van Indië in Batavia werd Macaré gerehabiliteerd, en indien hij al uit Ceylon vertrokken was zou hij aan de Kaap de Goede Hoop in een andere functie mogen aanblijven, maar kort daarna stierf hij.

## Batavia
In 1715 vertrok Jan Macaré naar Batavia, waar hij kort daarna secunde van het ijzermagazijn werd. In juli 1717 werd hij eerste administrateur van dat magazijn en bevorderd tot koopman. In deze jaren stond hij zijn broer Pieter Junior bij, die in Perzië in de problemen was gekomen. Hij had in Isfahan de Sjah geld geleend uit de kas van de Compagnie, in een poging diens bescherming te verkrijgen tegen VOC medewerkers in Gamron die hij had beschuldigd van particuliere handel ten nadele van de Compagnie en die het toen op hem gemunt zouden hebben. De Sjah betaalde de lening niet terug, en Pieter Junior, in 1715 teruggeroepen naar Batavia, werd daar in juni 1717 gevangen gezet.
Begin jaren 1720 was Jan Macaré schepen in Batavia. Zijn jongere broer Cornelis, door Becker nog aangesteld als onderkoopman, was inmiddels in Colombo overleden. In juli 1727 werd zijn broer Pieter ‘in swacken en debilen staat’ ‘uyt de Boeyen gelargeert' en woonde daarna 'in stilte' bij Jan. De stilte beviel hem overigens niet slecht, want hij zou daarna met Calistra van Bengalen nog vijf kinderen krijgen. In november 1734 overleed hij. Zelf kreeg Jan met Suzanna van Macassar in april 1730 een dochter, Johanna Adriana.

## Galle

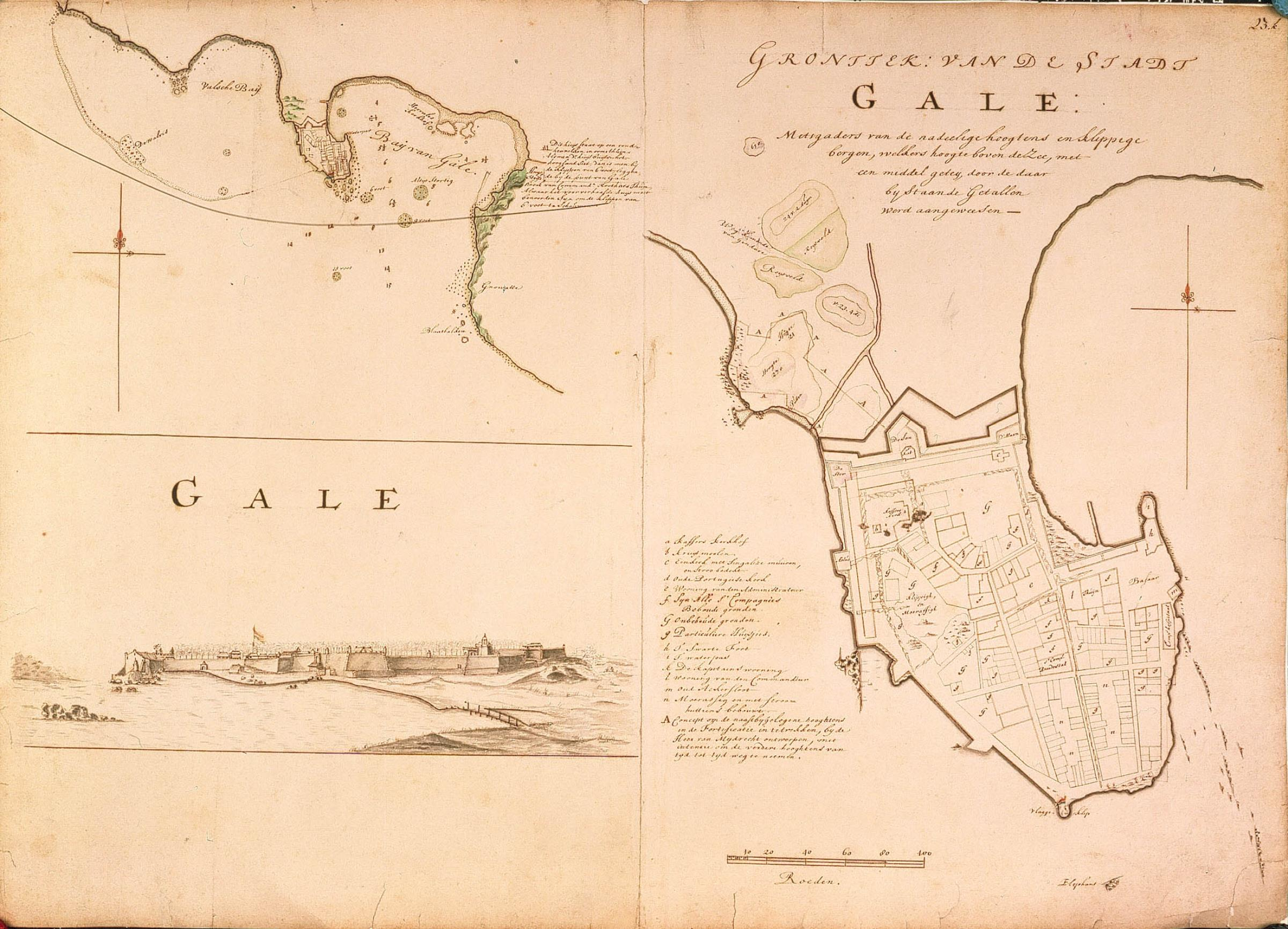
Galle rond 1700

Op 18 juni 1732 werd Jan Macaré benoemd tot commandeur van Galle, in de rang van opperkoopman. In oktober kwam hij dus na vele jaren terug in Ceylon, en nam in Galle op 19 december het commando over van Diederik van Domburg, die tot gouverneur was benoemd. Het beviel hem er niet goed, want in december 1734 schreef hij dat zijn 'verlangen seer groot is om ontslagen te raken van een plaats daar geen eerlijk man om d’ongehoorde en buytenspoorige regeeringe kan duuren'. Hij zou Batavia meerdere malen om aflossing vragen.
Gouverneur Van Domburg nam veel maatregelen ten nadele van de kaneelschillers. Deze behoorden tot een kaste (de chalia's) die als traditionele herendienst aan de landeigenaar (in het zuidwesten de VOC) de kaneel moest schillen en naar de kust vervoeren. Er braken overal stakingen en onlusten uit. Een ernstige zaak, aangezien kaneel het belangrijkste exportproduct van Ceylon was. In juli 1735 werd Van Domburg door de Raad van Indië ontslagen en naar Batavia teruggeroepen. Macaré werd toen gevraagd aan te blijven, door, zoals hij in een brief naar Nederland klaagde, de ‘misselijke en verkeerde directie van de gouverneur Van Domburg, die de belangen van de maatschappye ten desen eylande heeft gebragt in een droevigen en gevaarlijke staat'. Op 7 juni 1736, toen Van Domburg in Colombo overleed voordat de nieuwe gouverneur, Van Imhoff, was gearriveerd, werd hij bovendien gevraagd tijdelijk gouverneur van Ceylon te worden. Toen Van Imhoff in juli aankwam in Colombo ging hij weer terug naar Galle. Daar wist hij veel kaneelschillers weer aan het werk te krijgen. Pas begin 1737 kon hij weer terugkeren naar Batavia.

## Batavia
In Batavia nam hij zijn werk als schepen weer op. Hij werd in juli van dat jaar benoemd tot president van huwelijkse en kleine gerechtzaken. Op 23 juli 1739 werd hij president van het college van schepenen en werd hij benoemd tot buitengewoon lid van de Raad van Indië. Hij ging deelnemen aan de raadsvergaderingen en nam daarin de Coromandelse zaken voor zijn rekening. Gezien zijn onvrede met de gang van zaken in Ceylon zal hij vermoedelijk ook weinig plezier hebben beleefd aan zijn deelname in de Raad van Indië, want hij was hier getuige van de machtsstrijd tussen Valckenier en Van Imhoff en het drama van de Chinezenmoord in Batavia, waarvoor de Raad later medeverantwoordelijk werd gehouden.
Op 8 januari 1742 overleed hij. Zijn dochter Johanna trouwde in 1745 met opperkoopman Thomas Wannemaker. Ze stierf op 3 oktober 1779.